# Larisa Běrežná
Larisa Běrežná ( ukrajinsky Лариса Бережна ; * 28. února 1961, Kyjev) je bývalá sovětská a později ukrajinská atletka, halová mistryně světa (1991) ve skoku dalekém.

## Kariéra
V roce 1989 vybojovala bronzovou medaili v soutěži dálkařek na halovém mistrovství světa. O dva roky později nejprve na jaře zvítězila na světovém halovém šampionátu, v létě pak skončila třetí na mistrovství světa pod širým nebem. V roce 1992 se ve skoku do dálky stala halovou mistryní Evropy. Posledním medailovým ziskem pro ni byla stříbrná medaile v soutěži dálkařek na mistrovství světa v roce 1993.

## Osobní rekordy
- skok daleký (hala) - (720 cm - 1989)
- skok daleký (venku) - (724 cm - 1991)